# .ht
.ht és el domini de primer nivell territorial (ccTLD) d'Haití.